# Barnepigen
Barnepigen er en børnefilm fra 1993 instrueret af Niels Gråbøl efter manuskript af Niels Gråbøl og Per Daumiller.

## Handling
En sommerdag på stranden. Den lille dreng er med sin store, dejlige barnepige på strandtur. Et par strandløver fører sig frem, men knægten ved skam godt, hvor hans sympati skal lægges. På sin helt egen facon har han nemlig "dame på", og så optræder man pr. instinkt som den gentleman, man er på vej til at blive.